# Lubań
Lubań ( en checo: Lubáň; en alemán: Lauban ), a veces llamado Lubań Śląski ( en alto sorabo: Lubań Šlešćina ); es una ciudad en el Voivodato de Baja Silesia en el suroeste de Polonia. Es la sede administrativa del condado de Lubań y también de la pequeña Gmina Lubań (aunque no forma parte del territorio de esta última, ya que la ciudad es una gmina urbana separada por derecho propio).
Lubań es una parada en las secciones polacas de la ruta de peregrinación del Camino de Santiago.

## Geografía
Situada al norte de las montañas Jizera en la orilla occidental del río Kwisa, Lubań se considera parte de la región histórica de la Alta Lusacia, aunque estuvo más estrechamente asociada con la Baja Silesia a principios del siglo XIV y desde 1815. Se encuentra a unos 25 km al este de Zgorzelec / Görlitz y alrededor de 45 km al noroeste de Jelenia Góra. De 1975 a 1998 formó parte del antiguo voivodato de Jelenia Góra .

## Historia

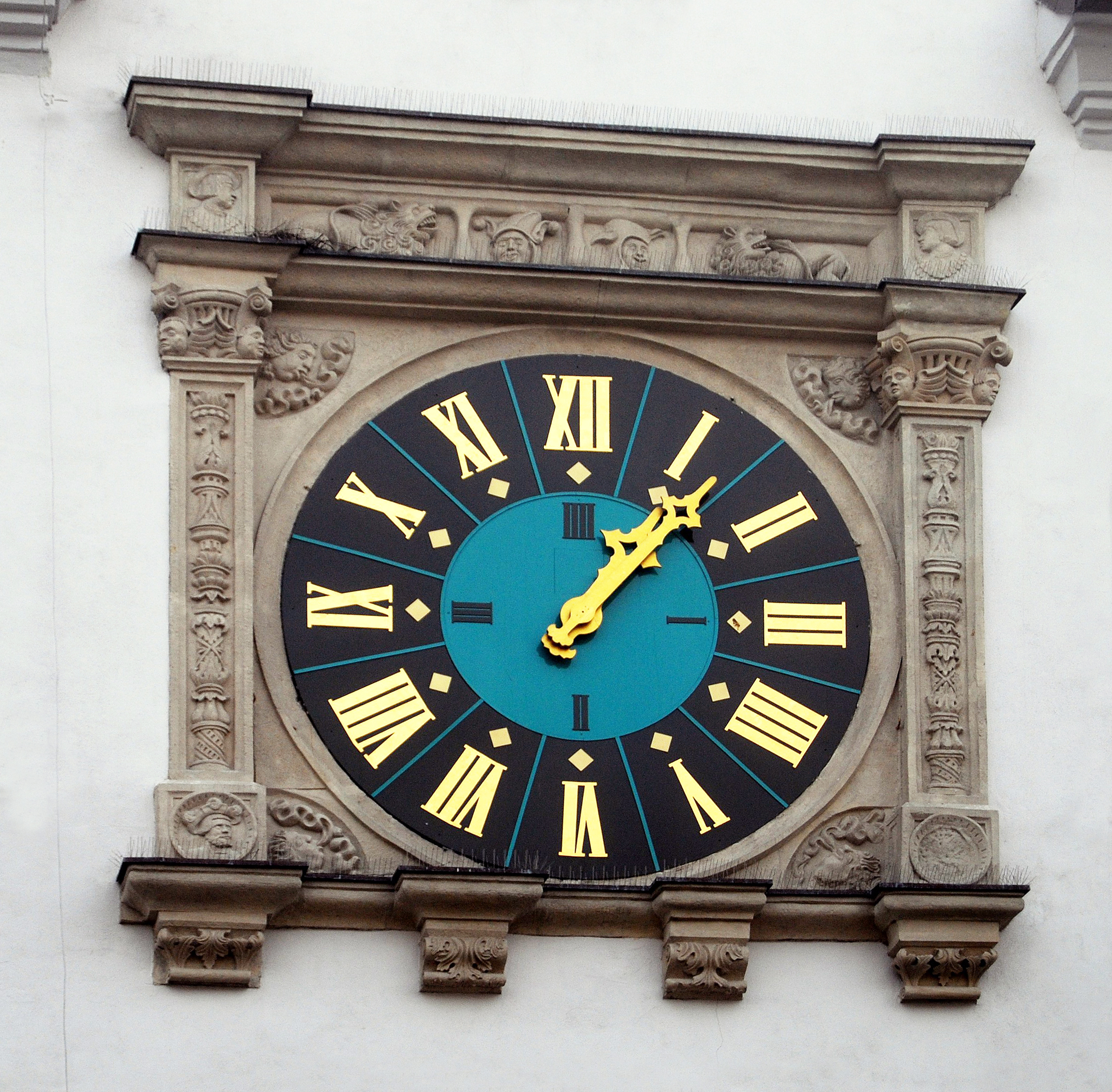
Reloj principal del ayuntamiento en la plaza del mercado.

Lubań probablemente se encuentra en el sitio de un pequeño asentamiento establecido por la tribu eslava occidental Bieżuńczanie, una de las antiguas tribus polacas en los siglos IX y X. Los Bieżuńczanie junto con la tribu sorbia Milceni, con la que limitaban en el oeste, fueron subyugados en 990 por el margraviato de Meissen. De 1002 a 1031 la zona formó parte de Polonia . En 1156, el emperador Federico Barbarroja otorgó a su aliado, el duque premislida Ladislao II de Bohemia, el territorio alrededor de Bautzen ( Budissin ), entonces llamado "Milsko", y después del siglo XV llamado "Alta Lusacia".[cita requerida]
Al igual que otras fundaciones de ciudades bajo el dominio de la dinastía premislida, debido a su favorable ubicación en la histórica ruta comercial de la Via Regia, cerca de la frontera con el Ducado de Silesia de la fragmentada Polonia, Lubań se expandió rápidamente en el curso de la Ostsiedlung alemana. En 1220 o 1268 (la segunda fecha es más probable) está documentada como ciudad con derechos de Magdeburgo. Desde aproximadamente 1253, la Alta Lusacia había estado temporalmente bajo el dominio de los margraves asquenios Juan I y Otón III de Brandeburgo. A finales del siglo XIII, los franciscanos fundaron la primera fábrica de cerveza de Luban y la producción de paños floreció gracias a los colonos flamencos. En 1297, se produjo un levantamiento de pañeros que fue brutalmente reprimido. Sus dos líderes fueron decapitados en la plaza del mercado.
En 1319 la ciudad pasó a formar parte del ducado de Jawor de la Polonia fragmentada bajo el duque piast Enrique I de Jawor junto con tierras hasta la ciudad de Görlitz. Construyó un nuevo ayuntamiento, cuyas ruinas se pueden ver hoy en día (Torre Kramarska). En 1320, fundó un monasterio de la Magdalena en Lubań.  Nombró un wójt independiente para la ciudad, que hasta entonces estaba subordinada administrativamente al wójt de Görlitz. En 1346, la ciudad pasó a manos de Bohemia

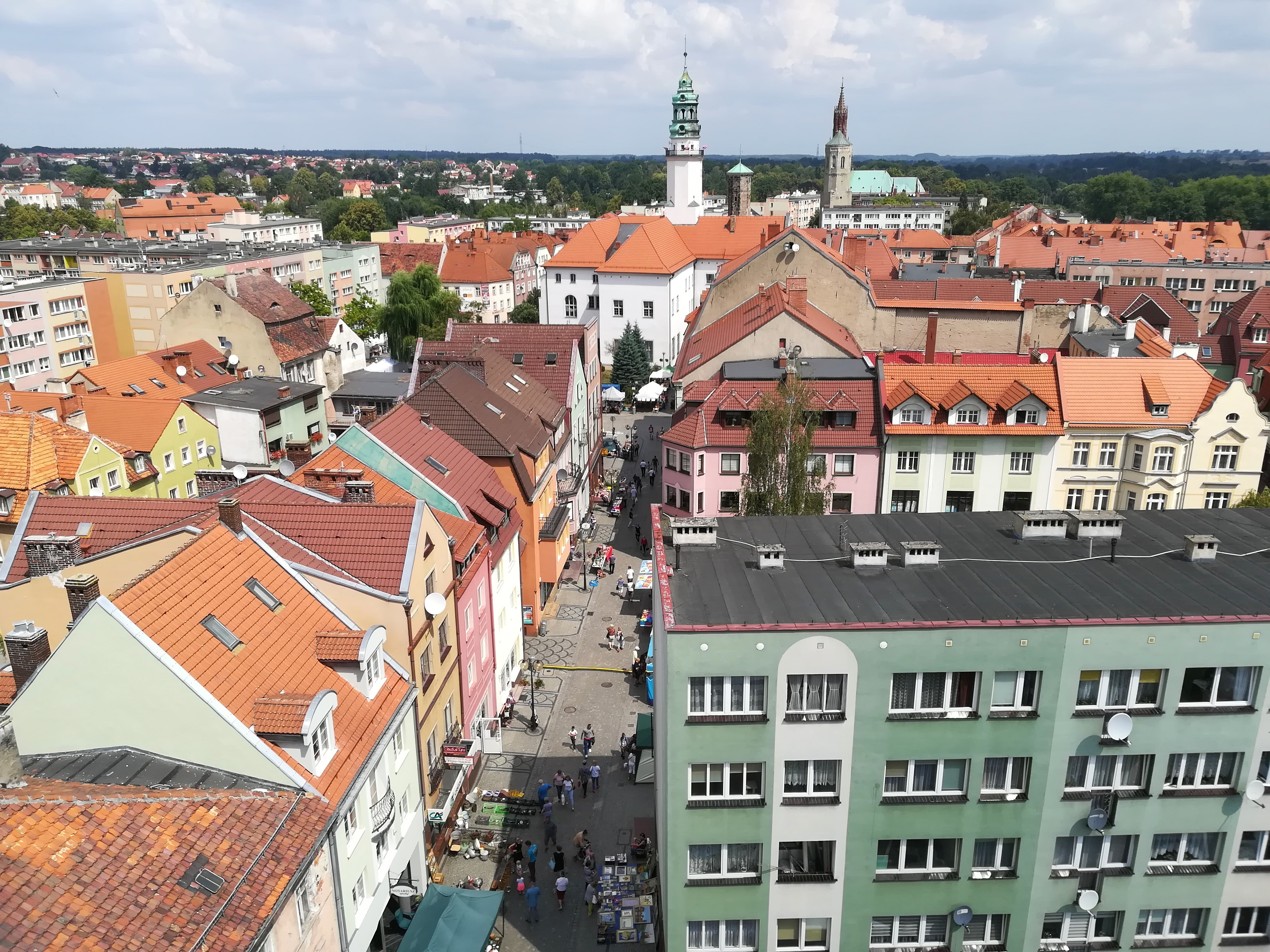
El casco antiguo visto desde la Torre Bracka

El centro de la ciudad medieval era un mercado cuadrado con calles perpendiculares, que conducían a cuatro puertas: Zgorzelecka/Görlitzer Tor al oeste, Bracka/Brüdertor, construida en 1318 junto con muros de piedra por el duque Enrique de Jawor, al sur, Mikołajska/Nikolaitor al este y Nowogrodziecka/Naumburger Tor al norte. El primer alcalde de la ciudad fue Nikolaus Hermann, y Lubań recibió su propio sello.
Bajo el dominio de la Corona de Bohemia (checa), Lubań estableció el 10 de agosto de 1346 la Liga Lusacia, junto con las ciudades de Görlitz (Zgorzelec), Löbau (Lubij), Zittau (Żytawa), Bautzen (Budziszyn) y Kamenz (Kamieniec Łużycki). Sin embargo, en dos ocasiones, en 1427 y 1431, los husitas demolieron completamente la ciudad, que fue rápidamente reconstruida. En su historia, la ciudad ha sufrido repetidamente grandes incendios, que a menudo arruinaban toda la ciudad. Muchos habitantes murieron a causa de las plagas. En 1437 el rey de Bohemia Segismundo eximió a la ciudad de impuestos durante 15 años.
En 1469 pasó a formar parte de Hungría. En 1490 volvió a formar parte del Reino de Bohemia, entonces gobernado por la Dinastía Jagellón, y después de 1526 por la Casa de Habsburgo. En 1498, el rey bohemio Vladislao II estableció una feria anual de ocho días. En los siglos XV y XVI la elaboración de cerveza prosperó, y la cerveza local era popular en toda Lusacia y Silesia, incluso se servía en la famosa bodega Świdnica en Wrocław.
Según la Paz de Praga de 1635, el emperador Fernando II de Habsburgo, en su calidad de rey de Bohemia, pasó Lusacia con la ciudad al Electorado de Sajonia. Como resultado de la Guerra de los Treinta Años, la economía local colapsó y en 1659, 1670 y 1696 la ciudad fue asolada por incendios. La prosperidad llegó con la Unión polaco-sajona, cuando de 1697 a 1706 y de 1709 a 1763 los electores sajones Augusto II el Fuerte y Augusto III también fueron reyes de Polonia. La ciudad prosperó gracias a la producción de lino y de telas, así como al comercio de bueyes polacos. El 25 de junio de 1697, pocos días antes de ser elegido rey de Polonia, Augusto II visitó la localidad. Durante su gobierno, se construyó la Dom pod Okrętem ("Casa bajo el barco"). En 1734 tuvo lugar una iluminación ceremonial de la ciudad en honor al rey Augusto III de Polonia.

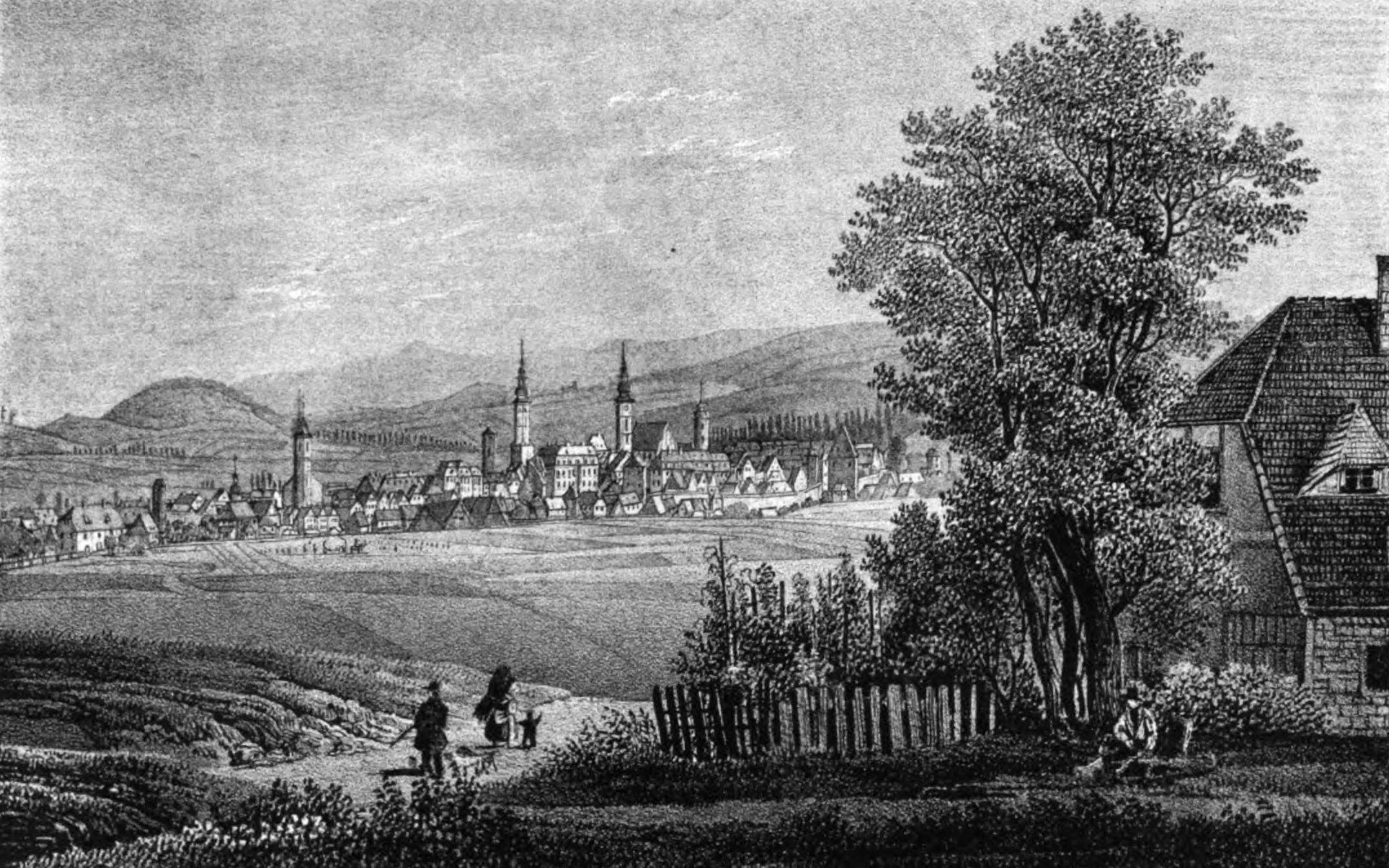
Vista de la ciudad de principios del siglo XIX.

Después de las guerras napoleónicas, en 1815 el territorio lusaciano alrededor de Lauban y Görlitz fue anexado por el Reino de Prusia después del Congreso de Viena e incorporado a la Provincia de Silesia. En 1865 y 1866 Lauban obtuvo conexiones ferroviarias con Görlitz y Jelenia Góra (entonces Hirschberg ).

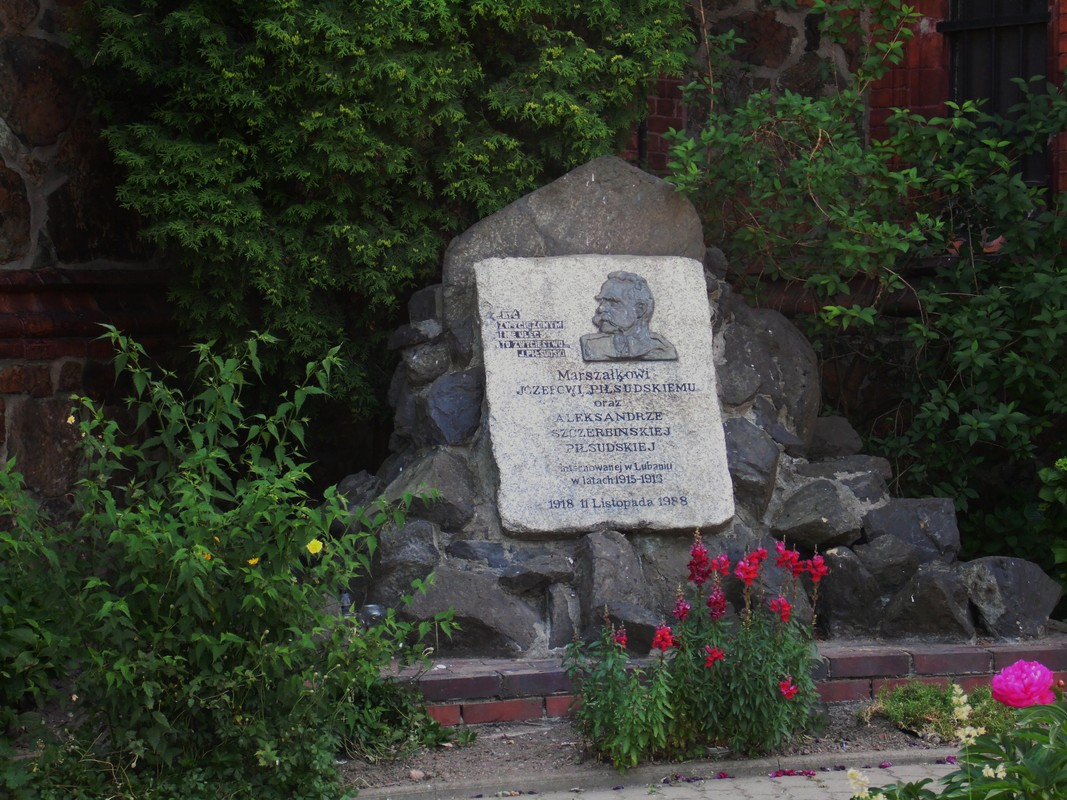
Piedra conmemorativa dedicada al mariscal de Polonia Józef Piłsudski y su esposa Aleksandra Piłsudska

Desde 1871 hasta 1945, la ciudad formó parte de Alemania. Durante la Primera Guerra Mundial, los alemanes establecieron un gran campo de prisioneros de guerra en la ciudad, cuyos primeros prisioneros, a partir de septiembre de 1914, fueron soldados de la Rusia Imperial, incluidos polacos y georgianos reclutados en el ejército ruso (grandes partes de las tierras polacas y georgianas estaban bajo dominio ruso antes de recuperar la independencia de ambos países en 1918). A partir de 1915, también fueron encarcelados allí soldados franceses, así como presos políticos y delincuentes comunes. Aleksandra Szczerbińska, la futura esposa del líder de la Polonia de entreguerras Józef Piłsudski, fue encarcelada allí en 1916. Józef Piłsudski y Aleksandra Piłsudska son hoy conmemorados en Lubań con una piedra conmemorativa. Durante la Segunda Guerra Mundial, los alemanes crearon numerosos campos de trabajos forzados en la ciudad, el mayor de los cuales fue el Wohnheimlager GEMA, en el que fueron encarceladas mujeres polacas y rusas. Las mujeres polacas y rusas fueron encarceladas también en otros campos, así como rusas, húngaras, francesas, letonas y ucranianas. En el actual distrito de Księginki se encontraba el subcampo de trabajo E231 del campo de prisioneros de guerra aliado Stalag VIII-B/344.
Lauban fue el lugar de una de las últimas victorias alemanas nazis en la Segunda Guerra Mundial . Después de que el Ejército Rojo la tomara en la Ofensiva de la Alta Silesia el 16 de febrero de 1945, la Wehrmacht retomó con éxito la ciudad en un contraataque el 8 de marzo de 1945. Después de la guerra, la ciudad volvió a formar parte de Polonia como parte de los Territorios Recuperados . De acuerdo con el Acuerdo de Potsdam, en 1945-1946, los habitantes alemanes restantes fueron expulsados .[cita requerida] y la ciudad fue repoblada por polacos, incluidos los expulsados de la antigua Polonia oriental, que fue anexada por la Unión Soviética. En la década de 1950, los griegos, refugiados de la guerra civil griega, se establecieron en la ciudad y sus alrededores.
En 1992-2004 se renovó el mercado. Se pavimentaron las calles y se reconstruyeron las casas unifamiliares alrededor de la Torre Kramarska.

## Economía
En Lubań hay los siguientes lugares de trabajo:
- Przedsiębiorstwo Energetyki Cieplnej (PEC Lubań Sp. z.o.o. )
- Agromet ZEHS Lubań
- Imakon sp. z.o.o.
- „IMKA” Dr. Schumacher sp. z.o.o.
- Chromex sp. z.o.o.
- Autotec sp. z.o.o.

También están las siguientes empresas notables:
- Lubańskie Przedsiębiorstwo Wodociągów i Kanalizacji Sp. z.o.o. Lubań
- Lubańskie Towarzystwo Budownictwa Społecznego Sp. z.o.o. Lubań
- Przedsiębiorstwo Energetyki Cieplnej Sp. z.o.o. Lubań
- Zakład Gospodarki i Usług Komunalnych sp. z.o.o. Lubań

En cuanto a ocio y consumo, la localidad ofrece discotecas, restaurantes, piscinas, un cine e incluso un pequeño y moderno centro comercial.

## Cultura

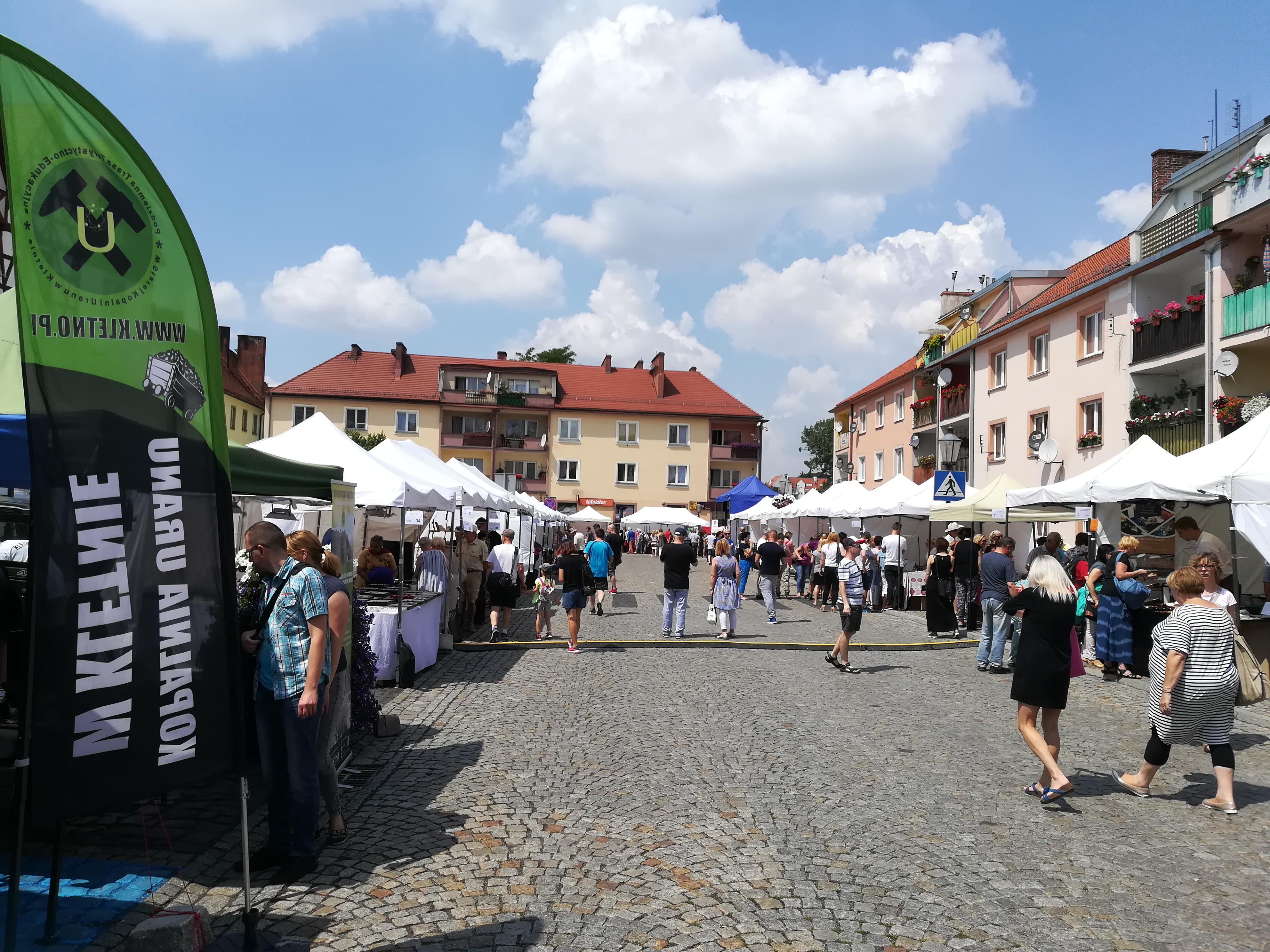
Festival de Minerales de los Sudetes en Lubań en 2018

Lubań es el centro de la cultura en el municipio de Lubań. El pueblo cuenta con un Centro Cultural ( Dom Kultury ). También hay un museo regional.

## Educación
Lubań cuenta con cinco jardines de infancia, cinco escuelas primarias y tres escuelas secundarias. El complejo de escuelas postprimarias Adam Mickiewicz (Zespół Szkół Ponadpodstawowych im. Adama Mickiewicza w Lubaniu) está clasificado entre los mejores centros de enseñanza secundaria de toda la voivodía de la Baja Silesia.

## Cuidado de la salud
Lubań tiene un hospital, el Centro Médico Lusaciano Lucjan Kopeć ( Łużyckie Centrum Medyczne im. Lucjana Kopcia ).

## Transporte
Lubań tiene una estación de autobuses y una estación de tren. Desde 2011 funciona un sistema de transporte público en la localidad. La carretera nacional polaca 30 y las carreteras del voivodato 296, 357, 393 pasan por la ciudad.

## Lugares de interés
Los puntos de interés en Lubań incluyen:
- Torre Kramarska: restos del ayuntamiento gótico del siglo XIII
- Muros de piedra (1318) realizados con basalto de una cantera local. Detrás de los muros estaban situadas cuatro puertas principales: Nowogrodziecka, Mikołajska, Bracka i Zgorzelecka
- Torreón de Bracka, construido en 1318 por el duque Enrique I de Jawor
- Torre Trynitarska (1320 r.) en la calle Wrocławska, un remanente de la Iglesia de la Santísima Trinidad
- Casa de la Sal o Casa del Cereal (en polaco: Dom Solny/Dom Zbożowy ) de 1539, un edificio de basalto
- Ayuntamiento construido en 1539-1543 en estilo renacentista, que alberga el Museo Regional (Muzeum Regionalne)
- Hito postal polaco-sajón de 1725 en la plaza del mercado[21]
- Casa bajo el barco ( polaco : Dom pod Okrętem ) (1715), la casa de la familia Kirchoff, ahora una oficina de impuestos
- Parque en la colina de Kamienna Góra (14 hectáreas ). Contiene evidencias de un volcán terciario extinguido, como columnas de basalto o "bombas volcánicas"; también tiene un bosque con árboles exóticos: Liriodendron tulipifera, Pinus pinea, Pinus nigra. Kamienna Góra también cuenta con un anfiteatro y una residencia de estilo castillo, que fue construida en 1824 y reconstruida en 1909, y que ofrece vistas a las montañas de los Sudetes (incluyendo Śnieżka, el pico más alto)
- Una piedra conmemorativa dedicada al mariscal de Polonia Józef Piłsudski y su esposa Aleksandra Piłsudska[22]
- Renacimiento gótico Iglesia de la Santísima Trinidad
- Edificio de la antigua escuela latina, erigida en 1588-1591, que ahora alberga oficinas municipales

## Ciudades gemelas: ciudades hermanas
Lubań está hermanada con:
- Kamenz, Alemania
- Kolín, República Checa
- Königsbrück, Alemania
- Löbau, Alemania
- Prienai, Lituania